# رود میوی
رود میوی رودی است به River Plym می‌ریزد. این رود از کشور بریتانیا می‌گذرد. طول آن ۱۵٫۹ کیلومتر (۹٫۹ مایل) است.